# Erebia subtusfasciata
Erebia subtusfasciata är en fjärilsart som beskrevs av Müller 1928. Erebia subtusfasciata ingår i släktet Erebia och familjen praktfjärilar. Inga underarter finns listade i Catalogue of Life.